# ناحية آب (مقاطعة دشتستان)
ناحية أب بخش (بالفارسية: بخش آب‌پخش) هي ناحية في مقاطعة دشتستان التابعة لمحافظة بوشهر في إيران. في تعداد عام 2006، كان عدد سكانها 19,848 نسمة في 4,153 عائلة. فيها مدينة واحدة هي آب بخش. وقسمان ريفيان: قسم درواهي الريفي وقسم دشتي إسماعيل خاني الريفي.